# Vishinul Harris
Vishinul Harris (sinh ngày 28 tháng 7 năm 1993) là một cầu thủ bóng đá người Jamaica thi đấu cho Arnett Gardens, ở vị trí tiền vệ.

## Sự nghiệp

### Arnett Gardens
Harris là tiền vệ của Arnett Gardens F.C.

## Quốc tế
Anh ra mắt đội tuyển quốc gia năm 2017.

## Danh hiệu
2016/2017 RSPL